# Ангара
Ангара́ (бур. Ангар мүрэн, эвенк. Аӈара) — река в Восточной Сибири, правый и крупнейший приток Енисея, единственная река, вытекающая из озера Байкал. Протекает по территории Иркутской области и Красноярского края России. Длина — 1779 км, площадь водосборного бассейна — 1 039 000 км² (в том числе площадь бассейна Байкала — 571 000 км²). Годовой сток реки составляет 142,47 км³, что делает её второй по водности рекой-притоком в России — в этом отношении она уступает только Алдану (приток Лены). Средний расход воды — 4518 м³/с. Высота истока — 456 м над уровнем моря.

## Этимология
Название произошло от корня амнга (искаж. анга), что в переводе с бурятского и эвенкийского значит «пасть животного, рот»; производное от этой основы ангара толкуют как «разинутый», «раскрытый», «открытый», а также «промоина», «расселина», «ущелье». В исторических источниках Ангара впервые упоминается в XIII веке под названием Анкара-Мурэн:
…народы, которых с древнейших времён и до наших дней называли и называют тюрками, обитали в степных пространствах, в горах и лесах областей Дешти Кипчака, русов, черкесов, башкиров, Таласа и Сайрама, Ибира и Сибира, Булара и реки Анкары, в пределах областей, которые известны [под названиями] Туркестана и Уйгуристана; по рекам и горам в [областях] народа найман, как, например, Кок-Ирдыш [Синий Иртыш], Ирдыш, 4 [гора] Каракорум, 5 горы Алтая…
(Рашид ад-Дин, 1952, т. 1, кн. 1: 73).
Племя татар. Их имя издревле было известно в мире. … Говорят, [что], когда племена татар, дурбан, салджиут [в тексте салджиун] и катакин объединились вместе, «они все проживали по низовьям рек…

…По слиянии этих рек образуется река Анкара-мурэн. Река эта чрезвычайно большая; на ней живёт одно монгольское племя, которое называют усуту-мангун. Границы [его расселения] в настоящее время соприкасаются с [пропущено название страны]. Та река [Анкара] находится вблизи города по имени Кикас и в том месте, где она и река Кэм сливаются вместе. Город тот принадлежит к области киргизов. Утверждают, что эта река [Анкара] течет в одну область, по соседству с которой находится море. Повсюду [там] серебро…
(Рашид-ад-Дин, 1952, т. 1, кн. 1: 101—102)

Из чего следует, что Анкара-мурэн у Рашид-ад-Дина — это современная Ангара, но она носит это название только ниже впадения в неё не названных в документе притоков, и продолжающаяся под этим именем при слиянии её с Енисеем.
Первоначально нижнее течение реки от впадения притока Илим носило у русских землепроходцев название Верхняя Тунгуска. Некоторое время енисейские казаки считали, что Верхняя Тунгуска и Ангара являются двумя различными реками, пока первопроходец Пантелей Пянда, возвращаясь из трёхлетней экспедиции в 1623 году, во время которой он стал первым русским, достигшим реки Лены, обнаружил, что Верхняя Тунгуска и Ангара — одна и та же река..

## География

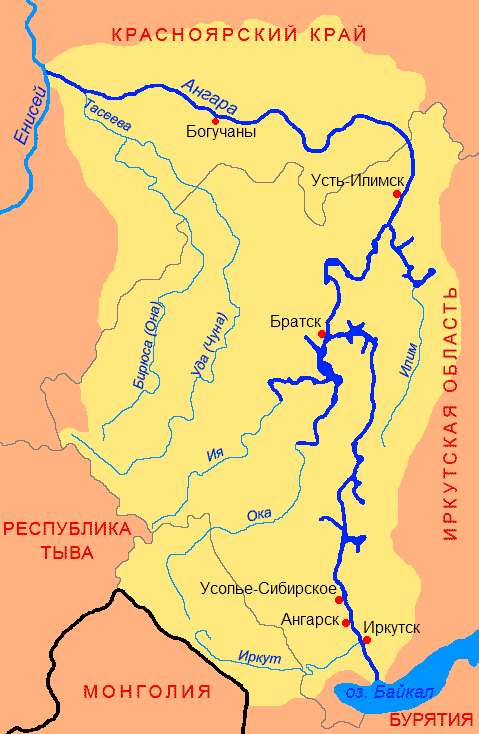

Ангара начинается из Байкала потоком шириной 1,1 км и течёт в северном направлении. Участок от истока до города Иркутска представляет собой Иркутское водохранилище. На северо-западе Иркутской области на Ангаре находится Братское водохранилище, на котором стоит Братская ГЭС. После излучины на Ангаре, ниже Братского водохранилища, расположено Усть-Илимское. Затем река поворачивает на запад в Красноярский край — на смежной территории края с Иркутской областью лежит Богучанское водохранилище. Рядом с посёлком Стрелка Лесосибирского городского округа впадает в Енисей, ведущий в Карское море — бассейн Северного Ледовитого океана.
Происхождение Ангары связано с характером морфологии долины реки у истока, напоминающем расщелину, ущелье, по которому Ангара вырывается из Байкала.

## Гидрология
Расход воды в истоке Ангары составляет 1855 м³/с, в Падуне (Братск) — 2814 (до 14 200), в Богучанах — 3515 м³/с, в устье 4530 м³/с или около 143 км³ в год. За 46 лет наблюдений на гидропосту «Татарка» вблизи устья минимальное значение среднегодового расхода воды составило 3767 м³/с в 1964 году, максимальное в 1995 году — 5521 м³/с. Наибольший среднемесячный расход наблюдался в мае 1966 года и составлял 12 600 м³/с. Основной сток зарегулирован гидроузлами на реке, водохранилища которых осуществляют сезонное и многолетнее регулирование.

### Притоки
Наиболее значительным притоком Ангары является левый приток Тасеева, другие крупные притоки: справа — Илим, Чадобец, Иркинеева, Каменка, Ката, Куда, Оса, Ида; слева — Иркут, Китой, Белая, Ока, Ия, Кова, Мура. Так как весь сток Байкала осуществляется через Ангару, основным притоком может считаться река Селенга, впадающая в Байкал.

## Хозяйственное использование
При относительно небольшой длине в 1779 км Ангара имеет значительный перепад высот, равный 380 м и большой гидроэнергетический потенциал. На реке были построены четыре гидроэлектростанции, которые формируют Ангарский каскад ГЭС: по порядку от истока — Иркутская, Братская, Усть-Илимская, Богучанская ГЭС. В дальнейшем планируется постройка Нижнеангарского каскада ГЭС.
До строительства ГЭС безопасное судоходство по реке было невозможно из-за порогов, что являлось серьёзным препятствием в освоении региона. Проход судов был возможен в нижнем течении от Енисея до Богучанских порогов и в верхнем течении от Байкала до Падунских порогов. На реке также осуществлялся плотовый сплав леса. По состоянию на 2009 год речные перевозки возможны на четырёх изолированных участках:
- ангарская часть Иркутского водохранилища (52 км)[14];
- от плотины Братской ГЭС до Иркутской ГЭС (606 км)[14];
- Усть-Илимское водохранилище (292 км)[14];
- от устья до Богучанских порогов (445 км)[15].

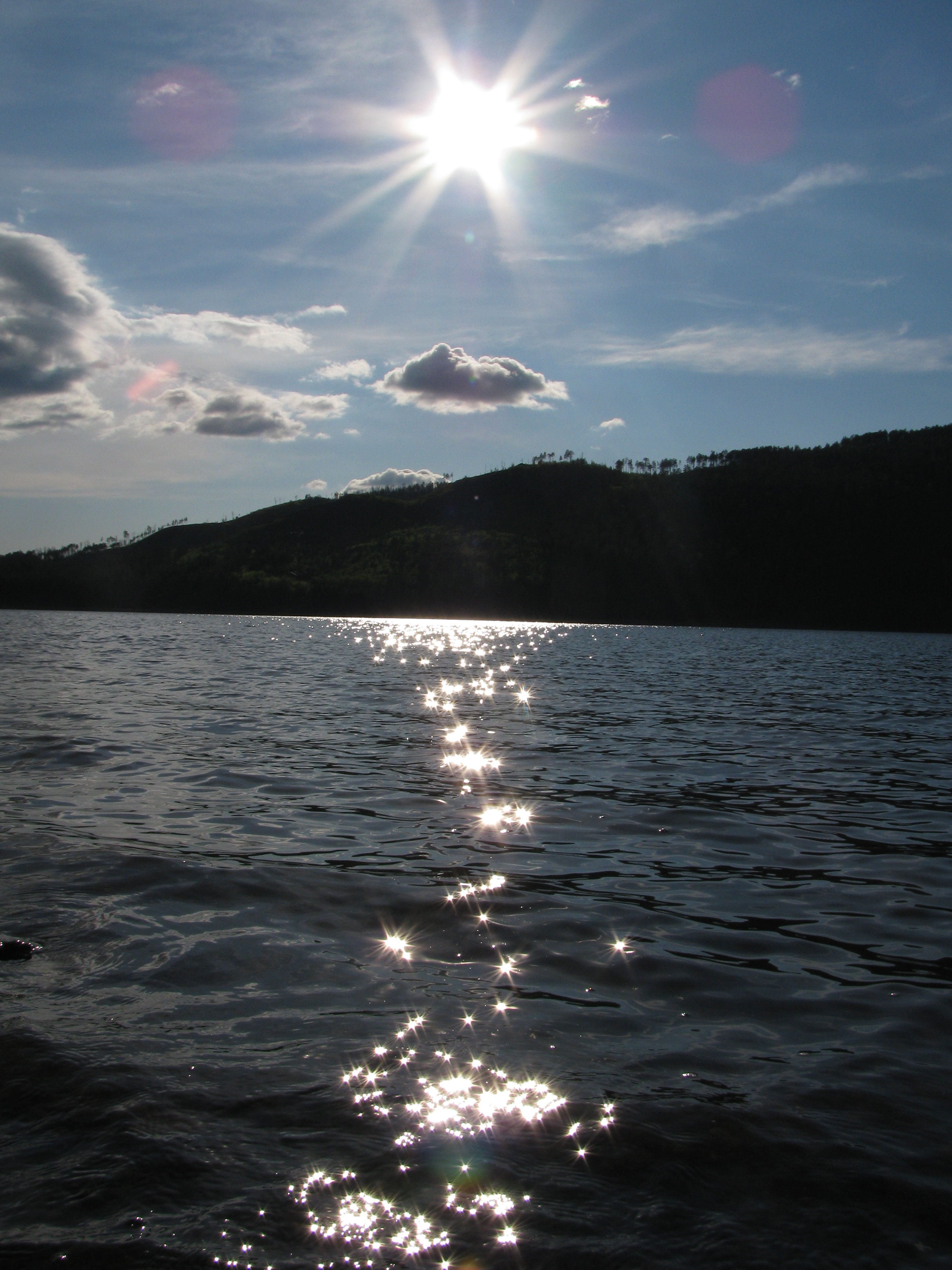
Ангара в Богучанском районе

После завершения строительства Богучанской ГЭС с образованием водохранилища длиной 375 км будет возможен проход судов с низкой осадкой на всем протяжении реки, при условии, что гидроузлы будут оборудованы шлюзами или судоподъёмниками. Участок течения ниже Богучанских порогов до устья остаётся мелководным и недоступным для судов класса «река-море».

### Населённые пункты

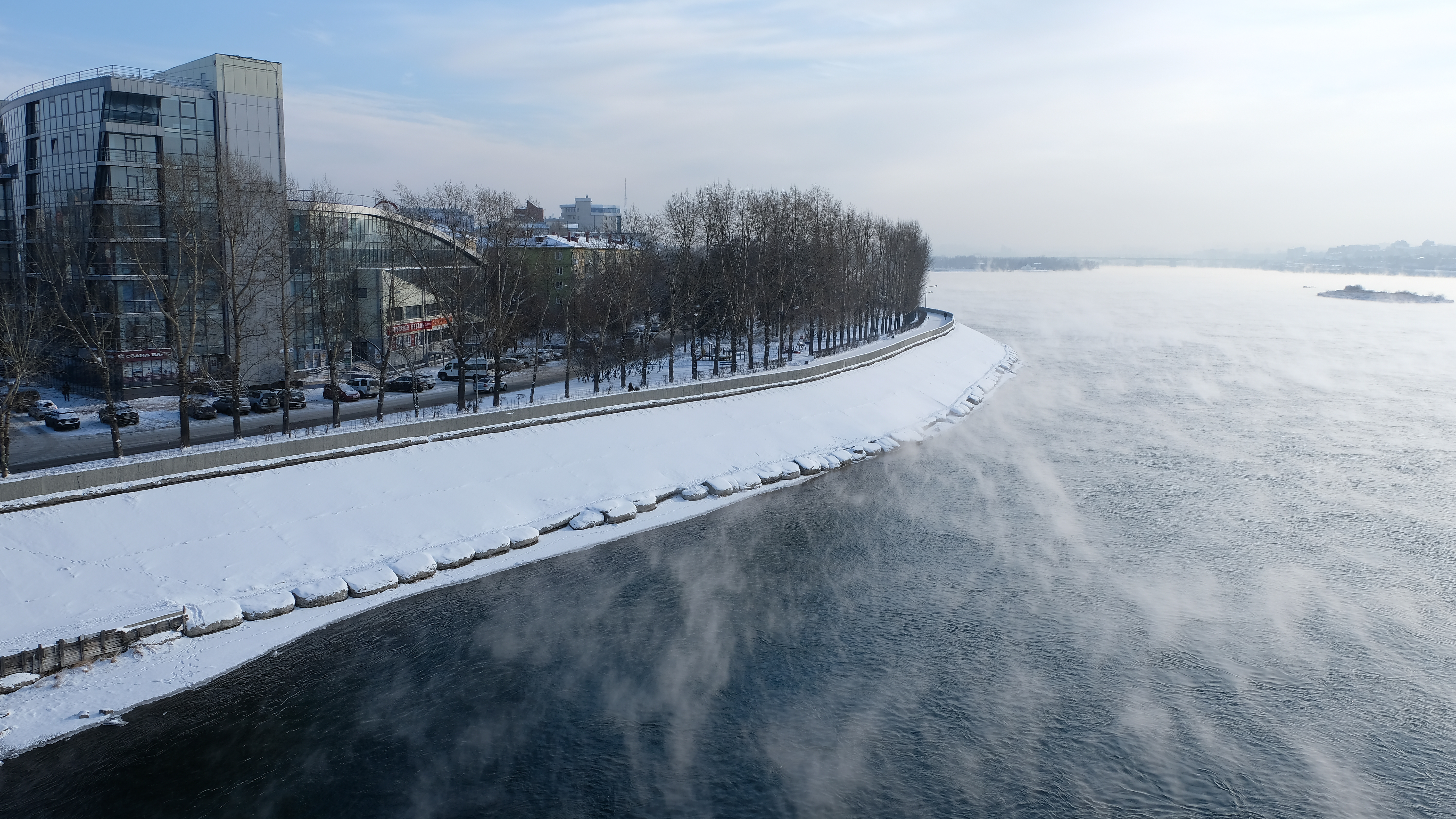
Набережная Ангары в зимнее время. Иркутск

На берегах Ангары расположены города: Иркутск, Ангарск, Усолье-Сибирское, Свирск, Братск, Усть-Илимск, Кодинск.
Прочие крупные населённые пункты: Мегет, Балаганск, Усть-Уда, Железнодорожный, Богучаны, Мотыгино, Кулаково, Новоангарск, Говорково, Хребтовый, Шиверский, Красногорьевский, Гремучий, Стрелка.

#### Населённые пункты на реке Ангаре
левый берег: Байкал, Михалёво, Новогрудинина, Падь Мельничная, Иркутск, Мегет, Ангарск, Китой, Тельма, Усолье-Сибирское, Мальта, Новомальтинск, Буреть, Бархатова, Свирск, Каменно-Ангарск, Ангарский, Быково, Хадахай, Мельхитуй, Первомайское, Коновалово, Балаганск, Бирит, Заславская, Шарагай, Пушмино, Карахун, Южный.
правый берег: Листвянка, Никола, Большая Речка, Бурдугуз, Бурдаковка, Патроны, Новолисиха, Иркутск, Малая Топка, Усть-Куда, Усть-Балей, Усолье-Жилкино, Олонки, Буреть, Каменка, Угольная, Хинь, Казачье, Середкина, Рассвет, Малышевка, Халюты, Молька, Игжей, Усть-Уда, Михайловщина, Светлолобово, Ключи, Аносово, Аталанка, Карда, Подволочное, Чистый, Прибойный, Спасский, Шумилово.

### Мосты
В 1891 году по проекту архитектора Владимира Рассушина был построен первый понтонный мост через Ангару. Торжественное открытие состоялось 24 июня. На нём присутствовал прибывший в город из заграничной части своего Восточного путешествия с Дальнего Востока цесаревич Николай Александрович, будущий император Николай II. Наследник разрезал ленточку при криках «ура» со стороны собравшегося народа. Понтонный мост просуществовал примерно 45 лет. Движение на нём в каждую сторону осуществлялось в одну нитку и не позволяло обгона.

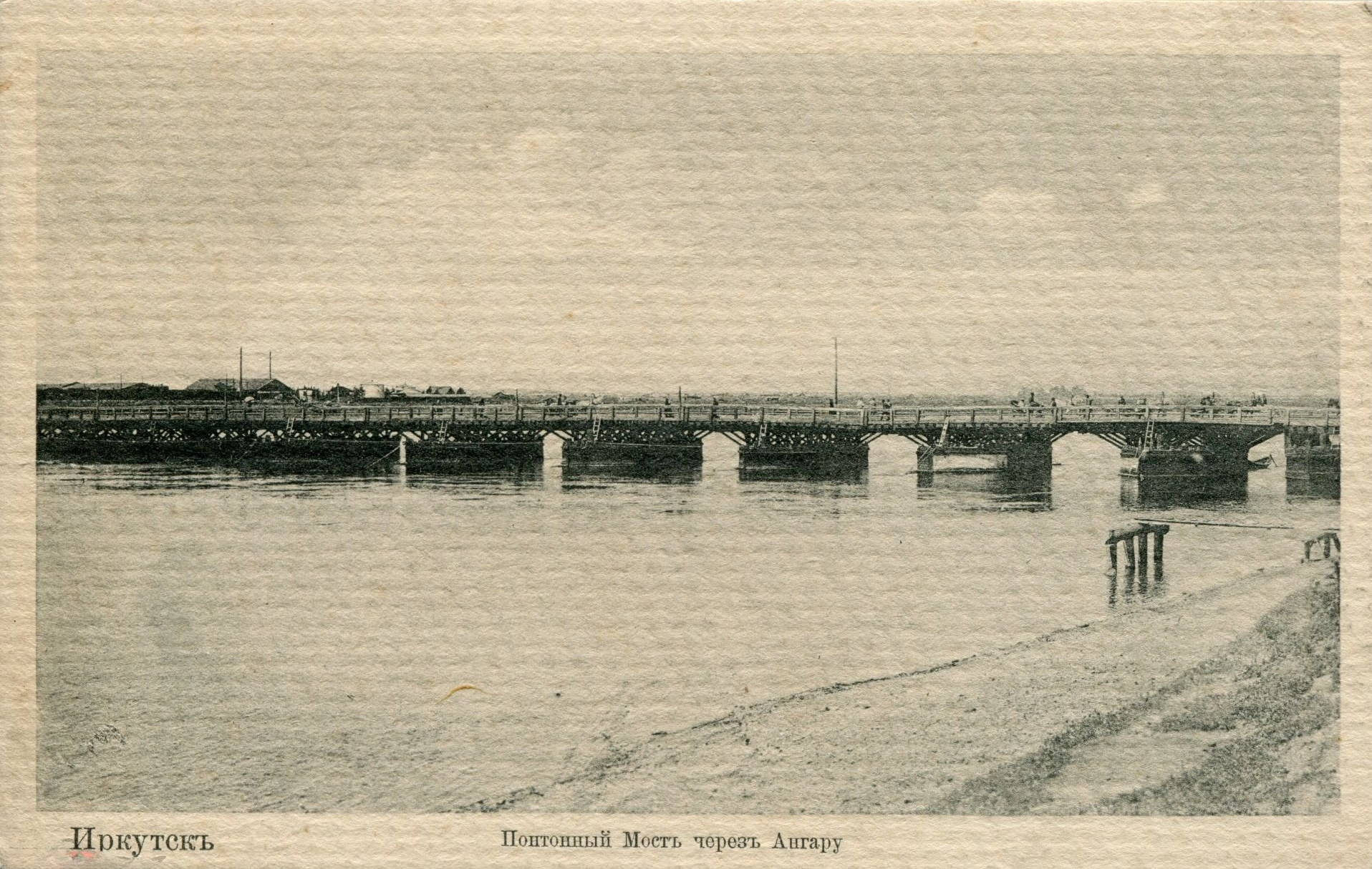
Иркутск. Понтонный мост через Ангару в начале XX века

В 1931—1936 годах был построен первый мост через Ангару, который соединил центральную и левобережную части Иркутска. В Советский период этот мост считался памятником В. И. Ленину, о чём гласила соответствующая мемориальная мраморная плита. В 2011 году он получил официальное название Глазковский мост.
В 1956 году также открылась для передвижения плотина Иркутской ГЭС — по сути ещё один мост через Ангару.
В 1972 году был построен третий мост через Ангару, соединивший правый и левый берега Усть-Илимска. На момент сдачи в эксплуатацию по нему проходили рельсы, которые в 2000 году были демонтированы.
В 1978 году был введён в эксплуатацию четвёртый мост через реку, соединивший на окраине Иркутска правый берег в створе Пади Топка и левый берег в районе Жилкино. В 2011 году этот мост получил официальное название Иннокентьевский мост.
В 1999 году было начато строительство нового моста через реку в Иркутске (указ о его строительстве был подписан ещё в 1995 году). В октябре 2007 года было открыто движение по мосту в одну сторону, а в декабре 2009 года — в обе стороны. В 2011 году мост получил официальное название Академический.
30 сентября 2011 года в Богучанском районе открыт новый мост через Ангару на трассе Богучаны — Юрубчен — Байкит.

### Экологическая обстановка
Концентрация промышленности на сравнительно небольшой территории, преимущественно на берегах реки Ангары, приводит к возникновению социально-экономических проблем, среди которых основное значение имеет ухудшение качества природных вод вследствие сбросов загрязнённых сточных вод. По объёму таких вод Ангарский бассейн уступает только Волжскому бассейну. Всего 2—3 % стоков в Ангару, прошедших через очистные сооружения, можно считать нормативно очищенными. В регионе низка доля оборотного и повторного водоснабжения; во многих городах очистные сооружения перегружены, работают неэффективно, строительство новых почти прекратилось, хотя нехватка их в ряде населённых пунктов весьма ощутима. В результате загрязнение реки и водохранилищ по многим химическим и бактериологическим ингредиентам (нефтепродукты, фенолы, органические вещества, тяжёлые металлы, асфальтены и др.) очень велико; концентрации загрязнений в воде, донных отложениях, рыбе часто превышают десятки, и даже сотни ПДК. Уже ниже Иркутска река и водохранилища на различных участках по качеству вод оцениваются от умеренно загрязнённых до очень грязных.

## Река Ангара в искусстве

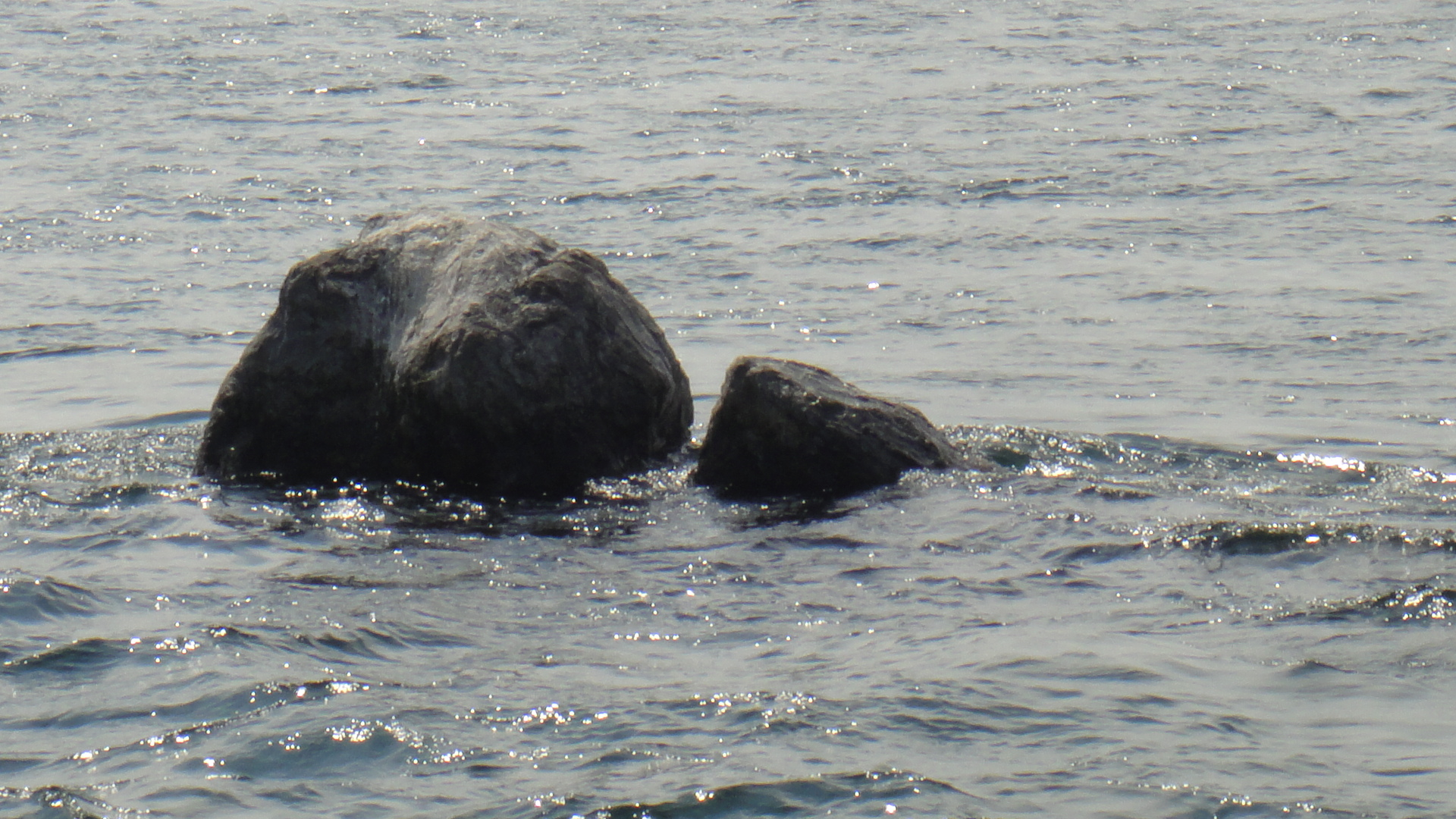
Шаман-камень, вид с Ангары

- Существует сибирская легенда, в романтической форме описывающая бегство Ангары от отца Байкала к Енисею. По этой легенде Шаман-камень, который находится посередине истока Ангары возле посёлка Листвянка[23], был брошен отцом Байкалом, чтобы остановить непослушную дочь.
- При строительстве плотин были затоплены значительные территории — этому посвящён роман Валентина Распутина «Прощание с Матёрой».
- Река-Ангара является персонажем сказок «байкальского сказочника» Василия Пантелеймоновича Стародумова[24].
- Балет «Красавица Ангара» Льва Книппера и Баудоржи Ямпилова.
- Широко известная в СССР песня «По Ангаре»: музыка Александры Пахмутовой, слова Николая Добронравова. Исполнялась, в частности, дуэтом Майи Кристалинской с Иосифом Кобзоном.
- «Ногу Свело» песня «Ангара»

## Галерея
- Исток реки Ангара из озера Байкал

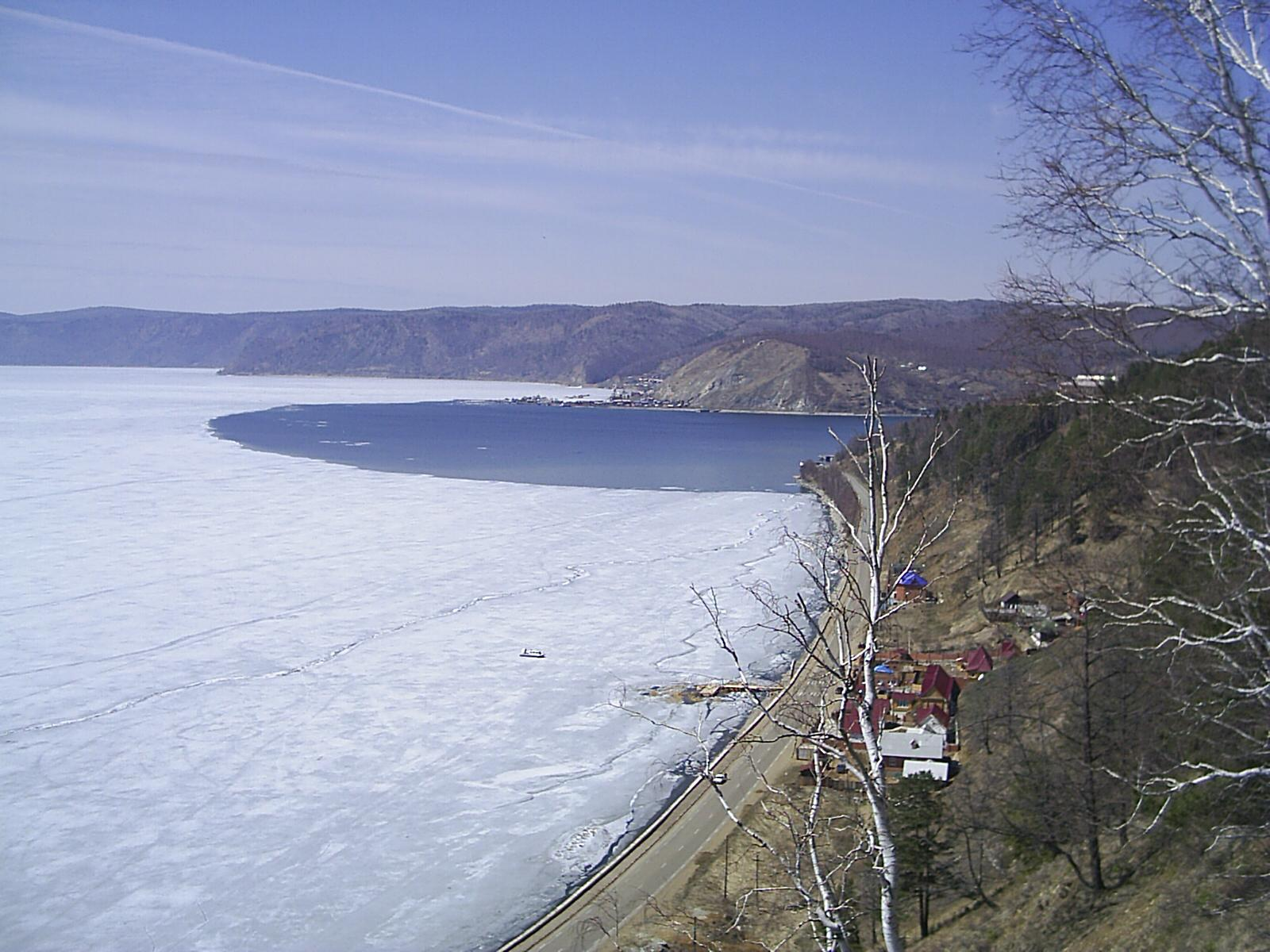
Листвянка. Вид сверху на исток Ангары
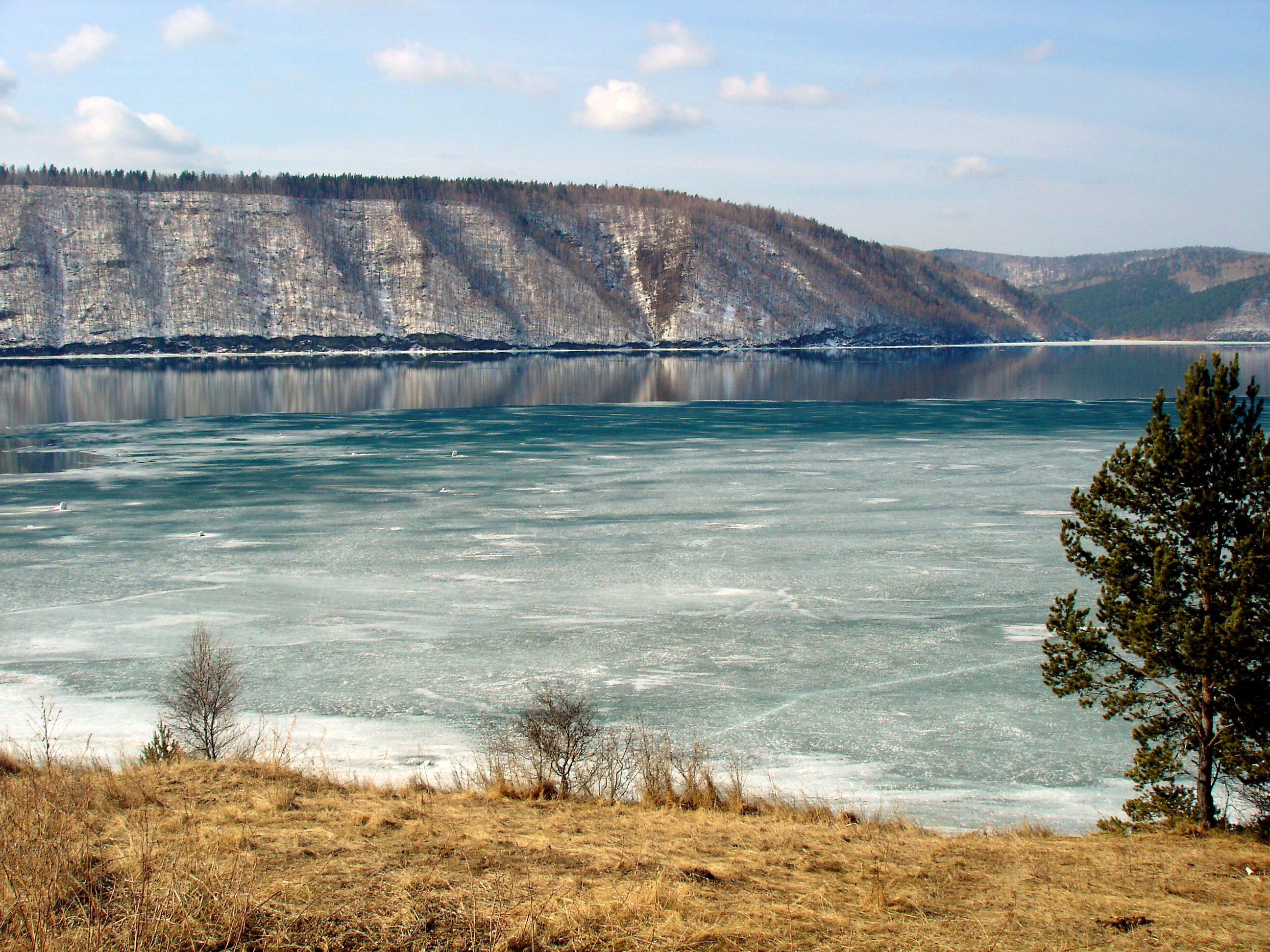
Ангара около Байкала
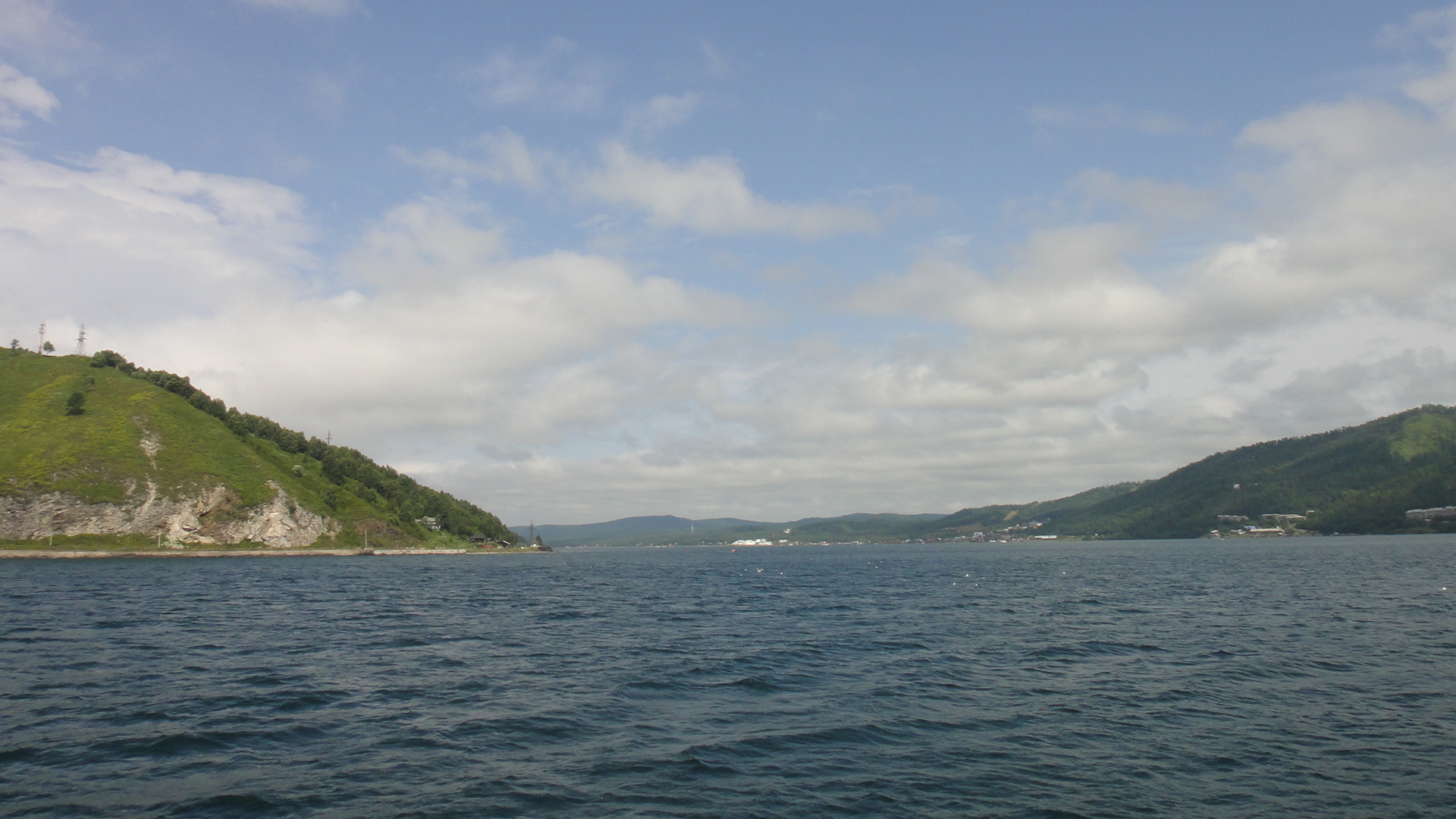
Исток Ангары из озера Байкал
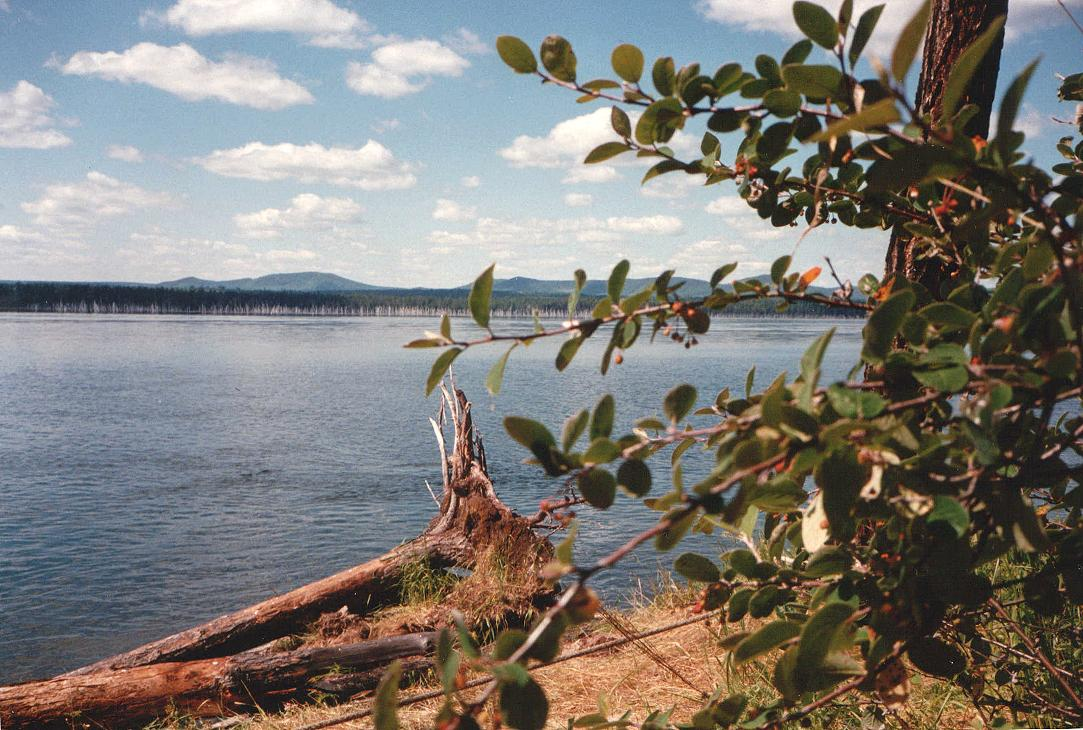
Ангара в Братске
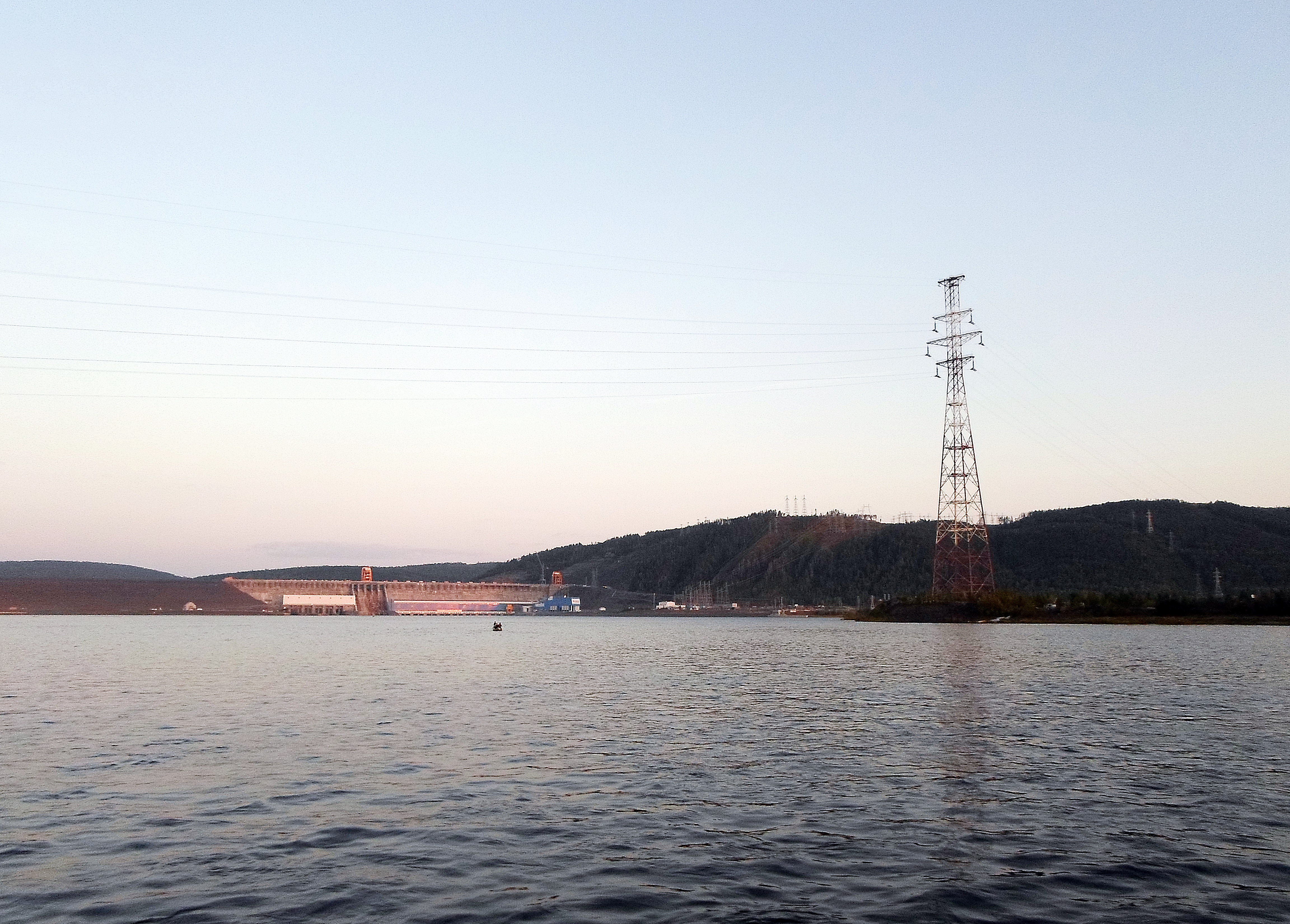
Ангара в нижнем бьефе Богучанской ГЭС